# Peter Courtenay

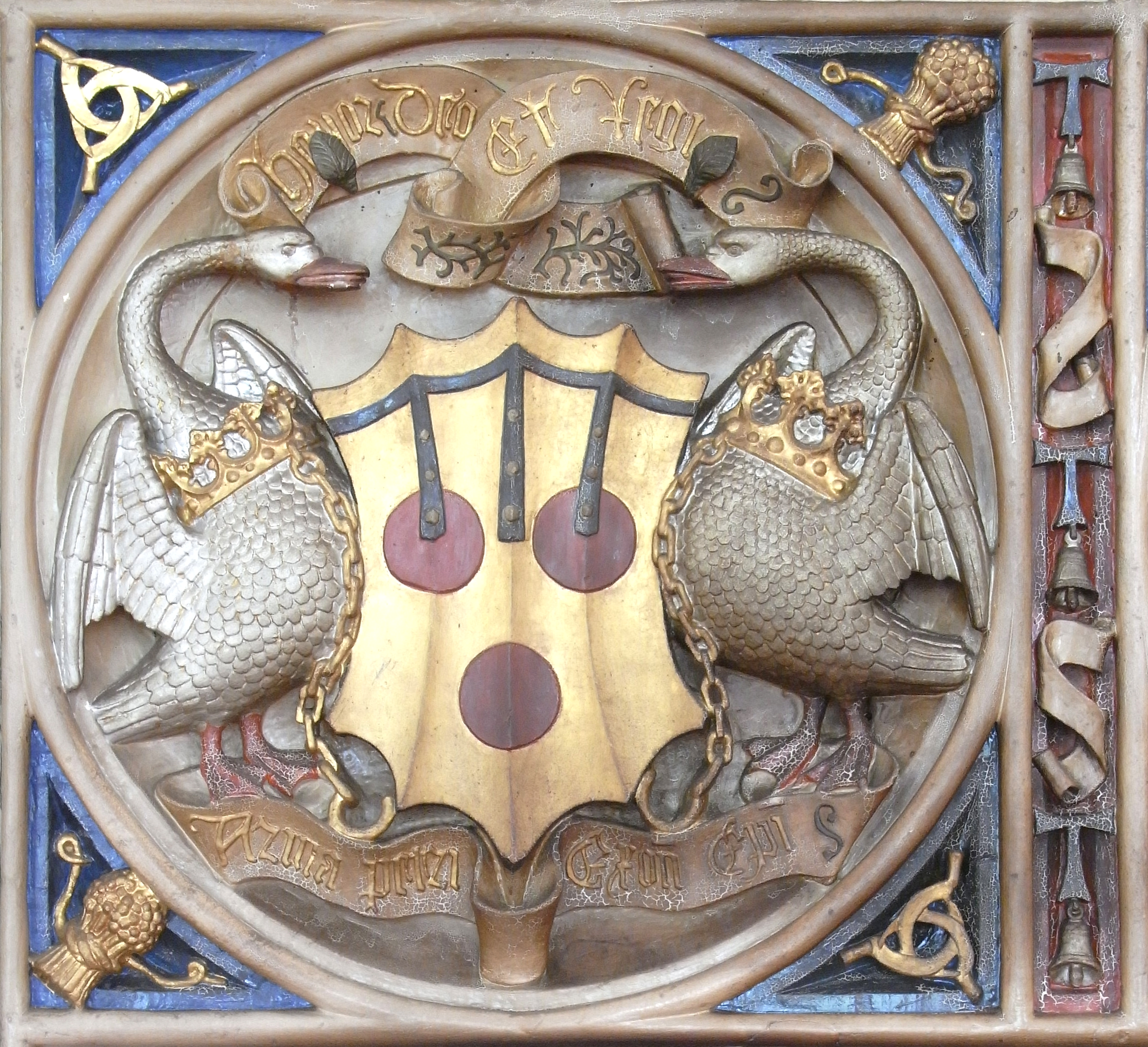
Armoiries de l'évêque Peter Courtenay († 1492) : D'or, 3 rondeaux, un lambel de 3 points d'azur, chaque point chargé de 3 rondeaux en pal avec des supports de cygnes de Bohun, chacun colletés d'une couronne et enchaînés d'or. Devise au-dessus : Honor Deo et Regi (« Honneur à Dieu et au roi ») ; au-dessous : Arma Petri Exon(iensis) Epi(scopi) (« Armoiries de Pierre, évêque d'Exeter »). Les faucilles en triangle sont un insigne de la famille Hungerford et les gerbes un insigne des Peverell. La lettre Tau avec un pendentif en forme de cloche est un symbole de saint Antoine, illustrant les études de Courtenay à l'hôpital Saint-Antoine de Londres en 1470. Détail de la cheminée de l'évêque, palais épiscopal d'Exeter

Peter Courtenay (v. 1432 – 23 septembre 1492) est évêque d'Exeter (1478–1487) et de Winchester (1487-1492). Il a eu une carrière politique couronnée de succès pendant les années tumultueuses de la guerre des Deux-Roses.

## Origines
Courtenay est le troisième fils de Philip Courtenay (en) († 1463) seigneur de Powderham (en), et d'Elizabeth Hungerford, fille de Walter Hungerford, 1er baron Hungerford († 1449) et de sa première femme Catherine Peverell, fille de Thomas Peverell, membre du Parlement pour Parke et Hamatethy en Cornouailles. Il est le petit-fils de Philip Courtenay (en) († 1406) de Powderham, le fils cadet d'Hugues de Courtenay, 10e comte de Devon († 1377). Courtenay est également le petit-neveu de Richard Courtenay (en) († 1415), évêque de Norwich, et un arrière-petit-neveu de William Courtenay († 1396), archevêque de Canterbury. Il a six frères et quatre sœurs.

## Carrière

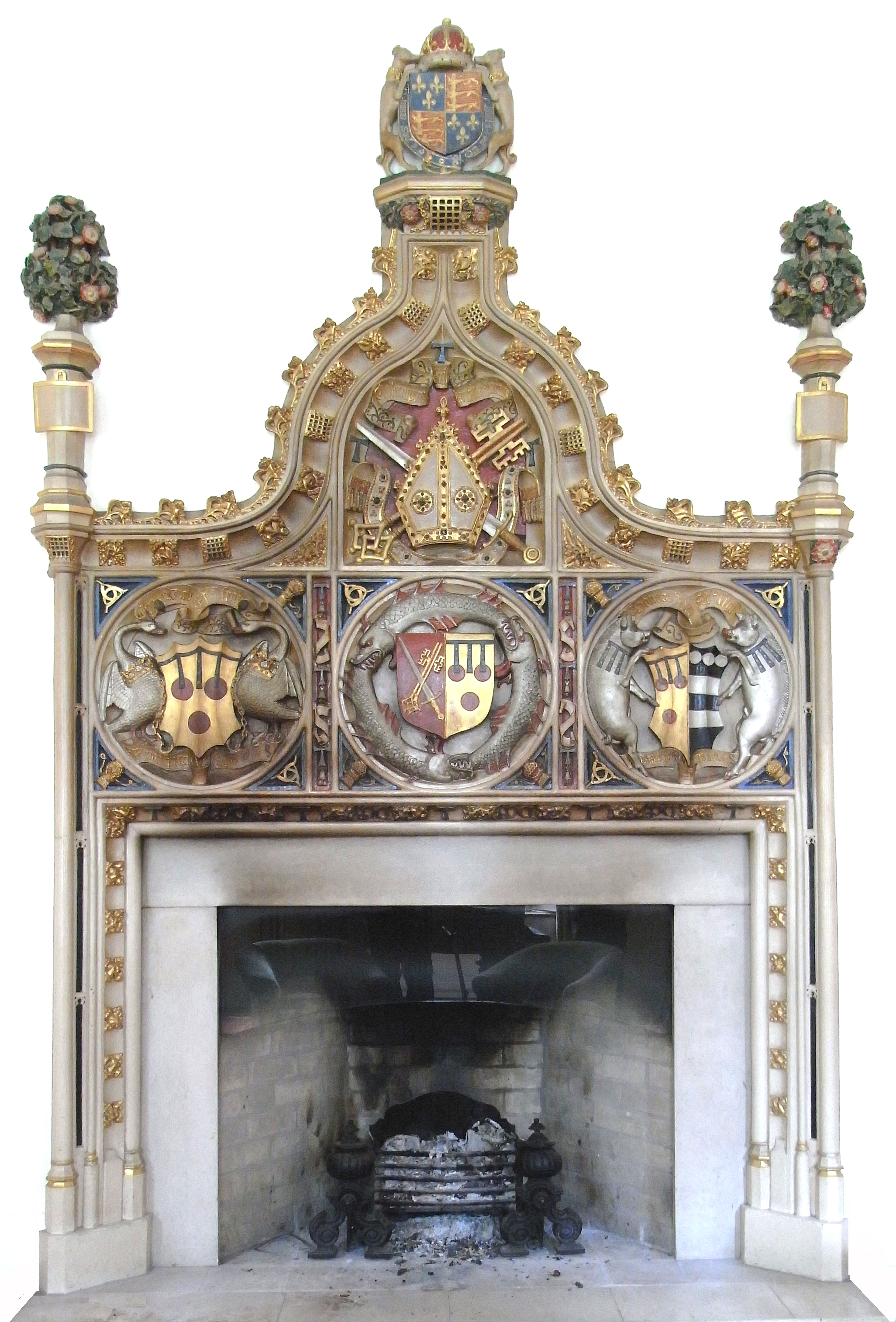
Le manteau de cheminée « excessivement ostentatoire » de l'évêque dans son palais d'Exeter, construit sur demande de Peter Courtenay

Selon Horrox, Courtenay est admis comme bachelier en droit civil à l'université d'Oxford en 1457 et poursuit des études juridiques à l'université de Cologne, où il est admis à la faculté de droit en novembre 1457. En avril 1461, il étudie le droit à l'université de Padoue, où il est élu recteur.
Courtenay bénéficie d'un privilège ecclésiastique à partir de 1448,. Parmi les multiples bénéfices dont il va jouir, il est nommé archidiacre d'Exeter (en) le 8 juin 1453, prébendier à Lincoln en 1483, archidiacre du Wiltshire en 1464, maître de l'hôpital Saint-Antoine (en) dans la paroisse de Saint-Benet Fink à Londres en 1470, doyen d'Exeter d'octobre 1476 à mars 1477, et doyen de Windsor en avril 1477,. Le 14 juin 1478 Courtenay est nommé évêque d'Exeter, avec la provision papale le 9 septembre 1478. Il reçoit ses temporalités le 3 novembre et est consacré le 8 novembre à la chapelle Saint-Étienne (en) de Westminster,.
La carrière ecclésiastique de Courtenay se déroule parallèlement à son implication dans les affaires politiques de l'époque. En juin 1462, il quitte Padoue et retourne en Angleterre, où il entre au service d'Édouard IV d’Angleterre. Ce dernier l'envoie à Milan afin de décerner l'ordre de la Jarretière au duc Francesco Sforza. En novembre 1463, il agit en tant que procureur du roi à la curie romaine. Courtenay s'accommode du régime des Lancastre, et devient le secrétaire du roi Henri VI. Cependant, en 1471, il rejoint le duc de Clarence et, en mars 1472, il retourne au service d'Édouard IV, qui a repris le pouvoir, devenant son secrétaire. Courtenay occupe cette fonction auprès d'Édouard en mai 1474 et semble être devenu membre du conseil royal 1477-1478,.
Après la mort d'Édouard IV le 9 avril 1483, Courtenay soutient d'abord le nouveau roi, Richard III. Cependant, à l'automne 1483, lui et son jeune frère Walter tentent de provoquer une révolte dans le Devon et les Cornouailles au nom d'Henri Tudor, le futur Henri VII. Le soulèvement échoue et Courtenay s'enfuit sur le continent, rejoignant Tudor en exil à Vannes, en Bretagne. En janvier 1484, il est condamné par le Parlement et ses biens temporels sont confisqués. Courtenay accompagne Henri Tudor lors de son retour en Angleterre et, après la victoire obtenue lors de la bataille de Bosworth et la mort de Richard III, il est nommé Lord du sceau privé le 8 septembre 1485 et est l'un des évêques qui officient lors du couronnement du nouveau roi. Sa condamnation est annulée par le Parlement et, le 29 janvier 1487, il est nommé évêque de Winchester,.
Courtenay continue à jouer un rôle politique jusqu'à sa mort, étant présent lors de la ratification d'un traité avec l'Espagne le 23 septembre 1490 et lors de l'octroi au fils aîné du roi, Arthur, du titre de prince de Galles le 29 novembre 1491. Courtenay meurt le 23 septembre 1492 et est enterré dans la cathédrale de Winchester,.

## Shakespeare et Peter Courtenay, l'évêque d'Exeter
Le soulèvement de Courtenay contre Richard III est mentionné dans l'Acte IV, scène IV du Richard III de Shakespeare, bien que Shakespeare désigne à tort Edward Courtenay, le cousin de l'évêque, comme le frère de ce dernier.